# タウマティクテュス アクセリ
タウマティクテュス アクセリ（学名：Thaumatichthys axeli） は、タウマティクテュス科に属する深海魚で、主に水深3500m〜3700m付近で底生生活をする。顔の前部は平たく幅広い。雌はサンディエゴ沖とコスタリカ沖で捉えられた2個体しか見つかっていない。口の中に発光器官を持つ。標本は最大で50cmのものがある。